# روهی دمانت
روهی دمانت (انگلیسی: Ruahei Demant؛ زادهٔ ۲۱ آوریل ۱۹۹۵) ورزشکار راگبی ۱۵ نفره اهل نیوزیلند است. او بازیکن تیم ملی راگبی زنان نیوزلند می باشد. دمانت اولین بازی خود را برای تیم ملی زنان نیوزلند یا سرخس سیاه، در برابر استرالیا در سال ۲۰۱۸ انجام داد.